# Герб Гадяча
Герб Га́дяча — офіційний геральдичний символ міста Гадяча Полтавської області, затверджений рішенням Гадяцької міської ради.
Автор — Андрій Гречило.

## Опис
Герб являє собою щит, у червоному полі котрого зображено воїна, який простромлює списом змія. Пізніше він дістав конкретний образ: архангел Михаїл, що простромлює золотим списом чорного диявола. 
Щит обрамлений декоративним картушем та увінчаний срібною міською короною з трьома мерлонами.

## Зміст
Довготривала боротьба населення повіту й Гадяча проти польської шляхти та інших загарбників відбита у зображенні герба. Вся композиція герба символізує перемогу патріотичних сил народу над силами зрадників та чужоземних загарбників. 
Також гад у подобі диявола пов'язаний з назвою міста і тому герб є промовистим.